# Atletisme als Jocs Olímpics d'Estiu de 2000
Als Jocs Olímpics d'Estiu del 2000 celebrats a la ciutat de Sydney (Austràlia) es disputaren 46 proves atlètiques, 24 en categoria masculina i 22 en categoria femenina. Les proves es disputaren al ANZ Stadium entre els dies 22 i 30 de setembre del 2000.
Hi participaren un total de 2.137 atletes, entre ells 1.257 homes i 880 dones, de 193 comitès nacionals diferents.

## Resum de medalles

### Categoria masculina
| Prova                          | Or | Or           | Argent                                                                                       | Argent  | Bronze | Bronze  |
| 100 m Detalls                  | Maurice Greene                                                                                                | 9.87         | Ato Boldon                                                                                   | 9.99    | Obadele Thompson                                                                                             | 10.04   |
| 200 m Detalls                  | Konstandinos Kenderis                                                                                         | 20.09        | Darren Campbell                                                                              | 20.14   | Ato Boldon                                                                                                   | 20.20   |
| 400 m Detalls                  | Michael Johnson                                                                                               | 43.84        | Alvin Harrison                                                                               | 44.40   | Greg Haughton                                                                                                | 44.70   |
| 800 m Detalls                  | Nils Schumann                                                                                                 | 1:45.08      | Wilson Kipketer                                                                              | 1:45.14 | Djabir Guerni                                                                                                | 1:45.16 |
| 1.500 m Detalls                | Noah Ngeny | 3:32.07 (RO) | Hicham El Guerrouj                                                                           | 3:32:32 | Bernard Lagat                                                                                                | 3:32.44 |
| 5.000 m Detalls                | Million Wolde                                                                                                 | 13:35.4      | Ali Saidi-Sief                                                                               | 13:36.2 | Brahim Lahlafi                                                                                               | 13:36.4 |
| 10.000 m Detalls               | Haile Gebrselassie                                                                                            | 27:18.2      | Paul Tergat                                                                                  | 27:18.2 | Assefa Mezgebu                                                                                               | 27:19.7 |
| Marató Detalls                 | Gezahgne Abera                                                                                                | 2:10.11      | Erick Wainaina                                                                               | 2:10.31 | Tesfaye Tola                                                                                                 | 2:11.10 |
| 110 m tanques Detalls          | Anier Garcia                                                                                                  | 13.00        | Terrence Trammell                                                                            | 13.16   | Mark Crear                                                                                                   | 13.22   |
| 400 m tanques Detalls          | Angelo Taylor                                                                                                 | 47.50        | Hadi Al Somayli                                                                              | 47.53   | Llewellyn Herbert                                                                                            | 47.81   |
| 3.000 m obstacles Detalls      | Reuben Kosgei                                                                                                 | 8:21.43      | Wilson Kipketer                                                                              | 8:21.77 | Ali Ezzine                                                                                                   | 8:22.15 |
| 4x100 m relleus Detalls        | Estats UnitsJon Drummond · Bernard Williams · Brian Lewis · Maurice Greene · Tim Montgomery* · K. Brokenburr* | 37.61        | BrasilVicente de Lima · Edson Ribeiro · André da Silva · Claudinei da Silva · Claudio Souza* | 37.90   | CubaLuis Pérez · Ivan García · Freddy Mayola · José César                                                    | 38.04   |
| 4x400 m relleus Detalls        | vacant |              | NigèriaClement Chukwu · Jude Monye · Sunday Bada · Enefiok Udo · Nduka Awazie* · F. Gadzama* | 2:58.68 | JamaicaMichael Blackwood · Greg Haughton · Ch. Williams · Danny McFarlane · Sanjay Ayre* · Michael McDonald* | 2:58.78 |
| 20 km Detalls                  | Robert Korzeniowski                                                                                           | 1:18.59 (RO) | Noé Hernández                                                                                | 1:19.03 | Vladímir Andréiev                                                                                            | 1:19.27 |
| 50 km Detalls                  | Robert Korzeniowski                                                                                           | 3:42.22      | Aigars Fadejevs                                                                              | 3:43.40 | Joel Sánchez                                                                                                 | 3:44.36 |
| Salt de llargada Detalls       | Ivan Pedroso                                                                                                  | 8.55 m       | Jai Taurima                                                                                  | 8.49 m  | Roman Sxurenko                                                                                               | 8.31 m  |
| Triple salt Detalls            | Jonathan Edwards                                                                                              | 17.71 m      | Yoel García                                                                                  | 17.47 m | Denis Kapustin                                                                                               | 17.46 m |
| Salt d'alçada Detalls          | Serguei Kliuguin                                                                                              | 2.35 m       | Javier Sotomayor                                                                             | 2.32 m  | Abderrahmane · Hammad                                                                                        | 2.32 m  |
| Salt amb perxa Detalls         | Nick Hysong                                                                                                   | 5.90 m       | Lawrence Johnson                                                                             | 5.90    | Maksim Taràssov                                                                                              | 5.90    |
| Llançament de pes Detalls      | Arsi Harju | 21.29 m      | Adam Nelson                                                                                  | 21.21 m | John Godina                                                                                                  | 21.20 m |
| Llançament de disc Detalls     | Virgilijus Alekna                                                                                             | 69.30 m      | Lars Riedel                                                                                  | 68.50 m | Frantz Kruger                                                                                                | 68.19 m |
| Llançament de javelina Detalls | Jan Železný                                                                                                   | 90.17 m (RO) | Steve Backley                                                                                | 89.85 m | Serguei Makàrov                                                                                              | 88.67 m |
| Llançament de martell Detalls  | Szymon Ziółkowski                                                                                             | 80.02 m      | Nicola Vizzoni                                                                               | 79.64 m | Igor Astapkovich                                                                                             | 79.17 m |
| Decatló Detalls                | Erki Nool | 8641         | Roman Šebrle                                                                                 | 8606    | Chris Huffins                                                                                                | 8595    |

* Atletes que participaren en les sèries i que també foren guardonats amb la corresponent medalla.
RM: rècord mundial
RO: rècord olímpic

### Categoria femenina
| Prova                          | Or                                                                                         | Or           | Argent | Argent  | Bronze | Bronze  |
| 100 m Detalls                  | vacant                                                                                     |              | Ekaterini Thanou                                                                                             | 11.12   | Tayna Lawrence                                                                                                   | 11.18   |
| 200 m Detalls                  | vacant                                                                                     |              | Pauline Davis                                                                                                | 22.27   | Susanthika Jayasinghe                                                                                            | 22.28   |
| 400 m Detalls                  | Cathy Freeman                                                                              | 49.11        | Lorraine Graham                                                                                              | 49.58   | Katharine Merry                                                                                                  | 49.72   |
| 800 m Detalls                  | Maria Mutola                                                                               | 1:56.15      | Stephanie Graf                                                                                               | 1:56.64 | Kelly Holmes | 1:56.80 |
| 1.500 m Detalls                | Nouria Mérah                                                                               | 4:05.10      | Violeta Beclea                                                                                               | 4:05.15 | Gabriela Szabo                                                                                                   | 4:05.27 |
| 5.000 m Detalls                | Gabriela Szabo                                                                             | 14:40.7 (RO) | Sonia O'Sullivan                                                                                             | 14:41.0 | Gete Wami | 14:42.2 |
| 10.000 m Detalls               | Derartu Tulu                                                                               | 30:17.4 (RO) | Gete Wami | 30:22.4 | Fernanda Ribeiro                                                                                                 | 30:22.8 |
| Marató Detalls                 | Naoko Takahashi                                                                            | 2:23.14 (RO) | Lidia Simon                                                                                                  | 2:23.22 | Joyce Chepchumba                                                                                                 | 2:24.45 |
| 100 m tanques Detalls          | Olga Xixíguina                                                                             | 12.65        | Glory Alozie                                                                                                 | 12.68   | Melissa Morrison                                                                                                 | 12.76   |
| 400 m tanques Detalls          | Irina Privalova                                                                            | 53.02        | Deon Hemmings                                                                                                | 53.45   | Nezha Bidouane                                                                                                   | 53.57   |
| 4x100 m relleus Detalls        | BahamesSavatheda Fynes · Chandra Sturrup · Pauline Davis · Debbie Ferguson · Eldece Lewis* | 41.95        | JamaicaTayna Lawrence · V. Campbell · Beverly McDonald · Merlene Ottey · Merlene Frazer*                     | 42.13   | vacant |         |
| 4x400 m relleus Detalls        | vacant                                                                                     |              | JamaicaSandie Richards · Catherine Scott · Deon Hemmings · Lorraine Graham · Ch. Howell* · Michelle Burgher* | 3:23.25 | RússiaYuliya Sotnikova · S. Goncharenko · Olga Kotlyarova · Irina Privalova · Natalya Nazarova* · Olesya Zykina* | 3:23.46 |
| 20 km marxa Detalls            | Liping Wang                                                                                | 1:29.05 (RO) | Kjersti Plätzer                                                                                              | 1:29.33 | Maria Vasco | 1:30.23 |
| Salt de llargada Detalls       | Heike Drechsler                                                                            | 6.99 m       | Fiona May | 6.92 m  | vacant |         |
| Triple salt Detalls            | Tereza Marinova                                                                            | 15.20 m      | Tatiana Lébedeva                                                                                             | 15.00 m | Olena Hovorova                                                                                                   | 14.96 m |
| Salt d'alçada Detalls          | Yelena Yelesina                                                                            | 2.01 m       | Hestrie Cloete                                                                                               | 2.01 m  | Kajsa Bergqvist                                                                                                  | 1.99 m  |
| Salt amb perxa Detalls         | Stacy Dragila                                                                              | 4.60 m (RO)  | Tatiana Grigorieva                                                                                           | 4.55 m  | Vala Flosadóttir                                                                                                 | 4.50 m  |
| Llançament de pes Detalls      | Yanina Karolchik                                                                           | 20.56 m      | Larisa Peleshenko                                                                                            | 19.92 m | Astrid Kumbernuss                                                                                                | 19.62 m |
| Llançament de disc Detalls     | Ellina Zvereva                                                                             | 68.40 m      | Anastasía Kelesídou                                                                                          | 65.71 m | Iryna Yatchenko                                                                                                  | 65.20 m |
| Llançament de javelina Detalls | Trine Hattestad                                                                            | 68.91 m (RO) | Mirela Manjani                                                                                               | 67.51 m | Osleidys Menéndez                                                                                                | 66.18 m |
| Llançament de martell Detalls  | Kamila Skolimowska                                                                         | 71.16 m      | Olga Kuzenkova                                                                                               | 69.77 m | Kirsten Münchow                                                                                                  | 69.28 m |
| Heptatló Detalls               | Denise Lewis                                                                               | 6584         | Yelena Prokhorova                                                                                            | 6531    | Natallia Sazanovich                                                                                              | 6527    |

* Atletes que participaren en les sèries i que també foren guardonats amb la corresponent medalla.
RM: rècord mundial
RO: rècord olímpic

## Medaller
en aquesta taula no s'hi incolouen les medalles que el Comitè Olímpic Internacional (COI) encara no ha assignat.
| Posició | País              | Or | Argent | Bronze | Total |
| 1       | Estats Units      | 6  | 4      | 4      | 14    |
| 2       | Etiòpia           | 4  | 1      | 3      | 8     |
| 3       | Polònia           | 4  | 0      | 0      | 4     |
| 4       | Rússia            | 3  | 4      | 5      | 12    |
| 5       | Kenya             | 2  | 3      | 2      | 7     |
| 6       | Cuba              | 2  | 2      | 2      | 6     |
| 6       | Regne Unit        | 2  | 2      | 2      | 6     |
| 8       | Alemanya          | 2  | 1      | 2      | 5     |
| 9       | Belarús           | 2  | 0      | 3      | 5     |
| 10      | Grècia            | 1  | 3      | 0      | 4     |
| 11      | Romania           | 1  | 2      | 2      | 5     |
| 12      | Austràlia         | 1  | 2      | 0      | 3     |
| 13      | Algèria           | 1  | 1      | 2      | 4     |
| 14      | Bahames           | 1  | 1      | 0      | 2     |
| 14      | Noruega           | 1  | 1      | 0      | 2     |
| 14      | Txèquia           | 1  | 1      | 0      | 2     |
| 17      | Bulgària          | 1  | 0      | 0      | 1     |
| 17      | Estònia           | 1  | 0      | 0      | 1     |
| 17      | Finlàndia         | 1  | 0      | 0      | 1     |
| 17      | Japó              | 1  | 0      | 0      | 1     |
| 17      | Kazakhstan        | 1  | 0      | 0      | 1     |
| 17      | Lituània          | 1  | 0      | 0      | 1     |
| 17      | Moçambic          | 1  | 0      | 0      | 1     |
| 17      | R.P. de la Xina   | 1  | 0      | 0      | 1     |
| 25      | Jamaica           | 0  | 4      | 3      | 7     |
| 26      | Itàlia            | 0  | 2      | 0      | 2     |
| 26      | Nigèria           | 0  | 2      | 0      | 2     |
| 28      | Marroc            | 0  | 1      | 3      | 4     |
| 29      | Sud-àfrica        | 0  | 1      | 2      | 3     |
| 30      | Mèxic             | 0  | 1      | 1      | 2     |
| 30      | Trinitat i Tobago | 0  | 1      | 1      | 2     |
| 32      | Aràbia Saudita    | 0  | 1      | 0      | 1     |
| 32      | Àustria           | 0  | 1      | 0      | 1     |
| 32      | Brasil            | 0  | 1      | 0      | 1     |
| 32      | Dinamarca         | 0  | 1      | 0      | 1     |
| 32      | Irlanda           | 0  | 1      | 0      | 1     |
| 32      | Letònia           | 0  | 1      | 0      | 1     |
| 38      | Ucraïna           | 0  | 0      | 2      | 2     |
| 39      | Barbados          | 0  | 0      | 1      | 1     |
| 39      | Espanya           | 0  | 0      | 1      | 1     |
| 39      | Islàndia          | 0  | 0      | 1      | 1     |
| 39      | Portugal          | 0  | 0      | 1      | 1     |
| 39      | Sri Lanka         | 0  | 0      | 1      | 1     |
| 39      | Suècia            | 0  | 0      | 1      | 1     |